# Robert Engelhorn

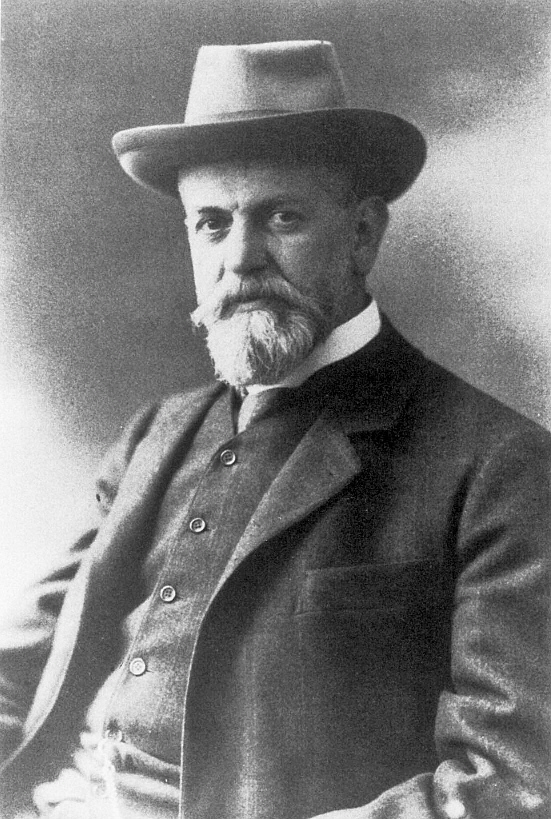

Robert Engelhorn (* 28. Dezember 1856 in Mannheim; † 7. September 1944) war ein deutscher Maler und Mäzen.

## Leben und Familie
Engelhorns  Vater war der Unternehmer Friedrich Engelhorn, der 1865 maßgeblich an der Gründung der BASF in Ludwigshafen am Rhein beteiligt war.
Zwischen 1867 und 1873 besuchte Robert Engelhorn in Mannheim das Lyzeum und studierte anschließend bei Ernst Hildebrand in Karlsruhe und Jules-Joseph Lefebvre in Paris Malerei. Im Anschluss an seine Studien war er zunächst in München als Genre- und Landschaftsmaler tätig und ließ sich später in Baden-Baden nieder. Seine Bilder wurde u. a. 1897 bei der Großen Kunstausstellung in Berlin, 1906 bei der Jubiläumsausstellung in Karlsruhe und 1911 im Münchner Glaspalast ausgestellt.

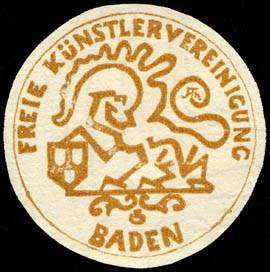
Siegelmarke Freie Künstlervereinigung Baden

Robert Engelhorn war Gründer der „Freien Künstlervereinigung Baden-Baden“ und regte 1906 den Bau der Kunsthalle in Baden-Baden an. Er wurde Hauptgesellschafter der Fördergesellschaft und stellte für das Projekt einen Betrag von 140.000 Mark zur Verfügung. Das war mehr als die Hälfte der reinen Baukosten, die 220.000 Mark betrugen. Schließlich konnte die Einrichtung 1909 ihre Pforten öffnen. Für sein diesbezügliches Engagement wurde ihm vom badischen Großherzog der Professorentitel verliehen.
Durch die Inflation 1922/23 verlor Robert Engelhorn einen Großteil seines Vermögens. Seine letzten Lebensjahre verbrachte er auf Schloss Sinnershausen unweit von Hümpfershausen in Thüringen.